# Cahaba (Alabama)
Cahaba, auch Cahawba, ist eine Geisterstadt im Dallas County im Bundesstaat Alabama in den Vereinigten Staaten. Sie war die erste beständige Hauptstadt Alabamas.

## Geographie
Cahaba liegt im Zentrum Alabamas im Süden der Vereinigten Staaten und unmittelbar am Cahaba River.
Nahegelegene Orte sind unter anderem Selma (7 km nördlich), Sardis (10 km östlich) und Orrville (12 km westlich).

## Geschichte
1818 wurde eine Kommission gebildet, um einen Ort für die neue Hauptstadt Alabamas auszuwählen. Bis zur Errichtung der ersten Gebäude lag das spätere Stadtgebiet in der Wildnis. Die Stadt wurde gezielt in quadratischen Blöcken entworfen. Bereits 1820 konnte Cahaba die Funktion als State Capitol aufnehmen. Aufgrund der ungünstigen Lage zwischen zwei Flüssen (Cahaba River im Westen, Alabama River im Osten) wurde die Stadt des Öfteren geflutet und es entstand eine ungesunde, feuchte Atmosphäre. Als schließlich 1825 Wassermassen das Regierungsgebäude teilweise beschädigten und zum Einsturz brachten, wurde beschlossen, den Sitz der Regierung Alabamas nach Tuscaloosa zu verlegen.
Für einige Jahrzehnte blieb Cahaba zumindest noch County Seat des Dallas County. Sie entwickelte sich zum Handelszentrum, vor allem im Baumwollgewerbe. Der Bau einer Bahnstrecke 1859 brachte einen zusätzlichen Aufschwung. Vor dem Sezessionskrieg lebten hier etwa 3000 Menschen. Während des Kriegs aber wurden die Schienen der Bahnstrecke wieder abmontiert, da sie an anderer Stelle benötigt wurden. Große Warenhäuser und Geschäfte wurden als Gefängnisse genutzt.
1866, nach dem Krieg, wurde der County Seat ins nahegelegene Selma verlegt, es folgten zahlreiche Geschäfte und Familien. Binnen zehn Jahren waren die meisten Gebäude aufgegeben worden. Während der Reconstruction bildete sich eine neue ländliche Gemeinde, die vor allem aus vorigen Sklavenfamilien bestand. Die leerstehenden Flächen wurden in Ackerland und Gärten verwandelt. Kurz darauf zogen jedoch auch diese Familien in andere Städte. Der größte Teil des Stadtzentrums wurde später für 500 US-Dollar veräußert, der Besitzer riss zahlreiche Gebäude nieder und verschiffte die Materialien an andere Orte. Schon 1903 waren die meisten Gebäude abgetragen, nur wenige standen nach 1930 noch.

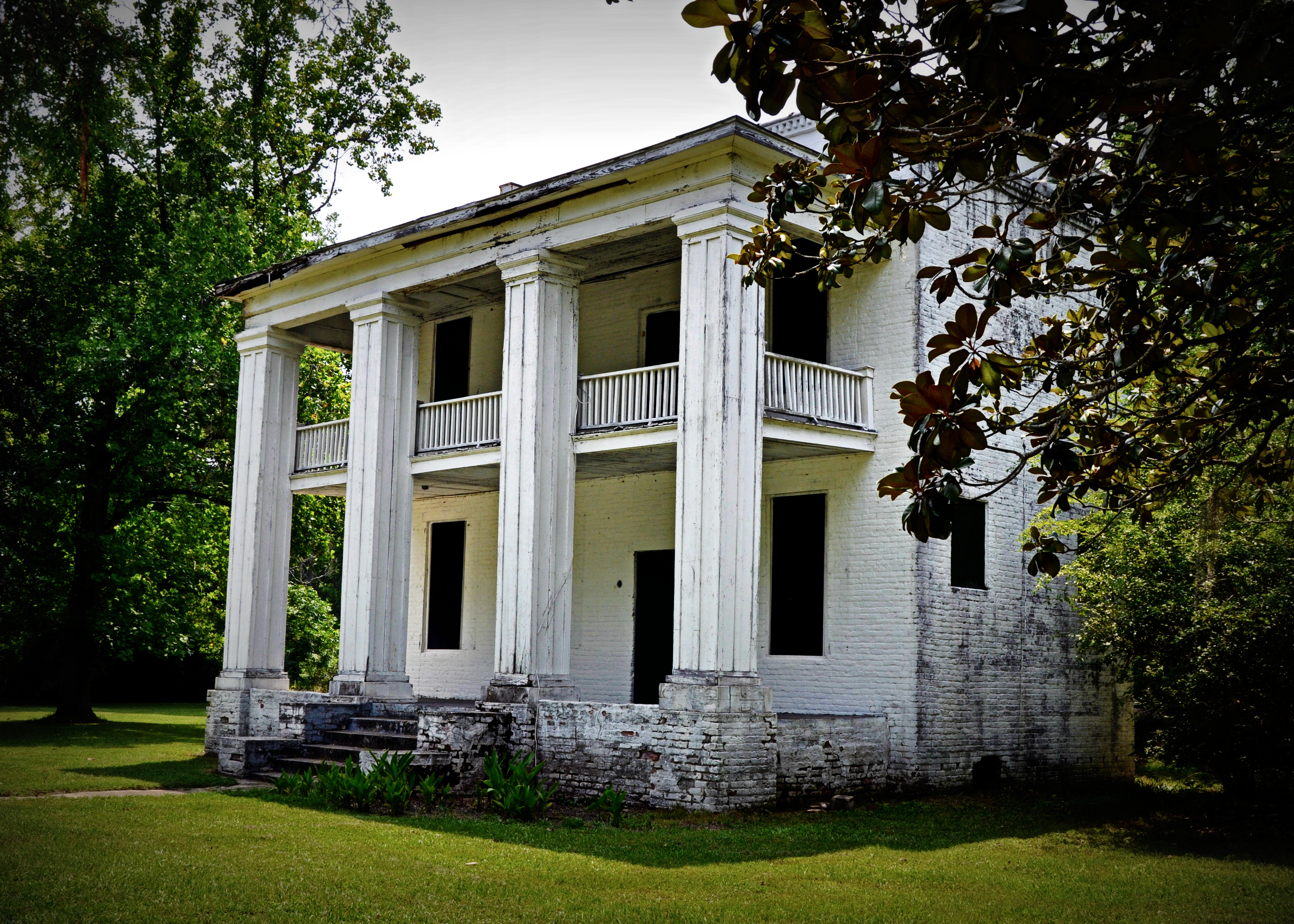
Sklavenquartiere der Kirkpatrick-Plantage (2011)

Seit dem 8. Mai 1973 ist die Stadt im National Register of Historic Places (NRHP) eingetragen. Außerdem ist die St. Luke’s Episcopal Church seit März 1982 als eigenständiges Objekt im NRHP verzeichnet.

## Verkehr
Cahaba liegt zwölf Kilometer südlich einer gemeinsamen Trasse des U.S. Highway 80 und der Alabama State Route 8.
Neun Kilometer östlich befindet sich der Craig Field Airport.

## Persönlichkeiten
- George Henry Craig (1845–1923), Jurist und Politiker